# Georg Noell (General)
Georg Philipp Emil Noell (* 25. Februar 1852 in Oberstein; † 11. Januar 1926) war ein preußischer General der Infanterie.

## Leben

### Herkunft
Georg Noell war der Sohn eines Arztes und dessen Ehefrau Louise, geborene Gottlieb.

### Militärkarriere
Nach seiner Erziehung im elterlichen Hause sowie dem Besuch der Gymnasien in Kreuznach und Darmstadt trat Noell Anfang Januar 1871 als Einjährig-Freiwilliger in das Hohenzollernsche Füsilier-Regiment der Preußischen Armee ein. Nach einem Jahr zur Reserve entlassen, entschloss er sich Ende Mai 1872 als Freiwilliger erneut in die Armee einzutreten. Daraufhin wurde Noell im 8. Brandenburgischen Infanterie-Regiment Nr. 64 angestellt und avancierte bis Mitte April 1873 zum Sekondeleutnant. Für zwei Jahre diente er als Bataillonsadjutant, nahm im Herbst 1880 an der Generalstabsreise des II. Armee-Korps teil und wurde am 22. März 1881 unter Versetzung in das Grenadier-Regiment „König Friedrich Wilhelm IV.“ (1. Pommersches) Nr. 2 als Adjutant zur 26. Infanterie-Brigade kommandiert. Noell stieg Ende Juli 1887 zum Premierleutnant auf und wurde am 3. Mai 1887 unter Belassung in seinem Kommando à la suite des 1. Westfälischen Infanterie-Regiments Nr. 13 gestellt. Nach der Beförderung zum überzähligen Hauptmann erfolgte am 14. Februar 1888 mit der Versetzung in das 4. Thüringische Infanterie-Regiment Nr. 72 seine Ernennung zum Chef der 7. Kompanie. Daran schloss sich vom 20. September 1890 bis zum 17. Juni 1895 eine Verwendung im Königs-Infanterie-Regiment Nr. 145 an. Anschließend als aggregiert in das Infanterie-Regiment „Keith“ (1. Oberschlesisches) Nr. 22 versetzt, war er ab dem 14. Juli 1895 Kommandeur des III. Bataillons in Beuthen.
Mit seiner Beförderung zum Oberstleutnant wurde Noell am 14. September 1900 nach Württemberg kommandiert und beim Stab des Infanterie-Regiments „Kaiser Wilhelm, König von Preußen“ (2. Württembergisches) Nr. 120 verwendet. Unter Belassung in seinem Kommando nach Württemberg folgte am 22. März 1903 die Beförderung zum Oberst sowie die Ernennung zum Kommandeur des 10. Württembergischen Infanterie-Regiments Nr. 180 in Tübingen. Für sein Wirken in der Truppenführung verlieh ihm König Wilhelm II. am 17. Mai 1902 das Ehrenkreuz des Ordens der Württembergischen Krone sowie am 25. Februar 1905 das Komturkreuz II. Klasse des Friedrichs-Ordens.
Am 14. April 1907 wurde Noell von seinem Kommando entbunden und als Generalmajor zum Kommandeur der 65. Infanterie-Brigade in Mörchingen ernannt. In dieser Eigenschaft erhielt er den Kronenorden II. Klasse sowie den Roten Adlerorden II. Klasse mit Eichenlaub. Unter Verleihung des Charakters als Generalleutnant wurde er am 4. Mai 1910 in Genehmigung seines Abschiedsgesuches mit der gesetzlichen Pension zur Disposition gestellt.
Nach seiner Verabschiedung lebte er in Darmstadt. Während des Ersten Weltkriegs wurde Noell als z. D.-Offizier wiederverwendet und fungierte als Kommandeur der stellvertretenden 50. Infanterie-Brigade (2. Großherzoglich Hessische) in Mainz. Nach Kriegsende erhielt Noell am 22. Dezember 1920 noch den Charakter als General der Infanterie.